# کهکشان سیه‌چشم
کهکشان سیه چشم(به انگلیسی: Black Eye Galaxy) (یا کهکشان زیبای خفته(به انگلیسی: Sleeping Beauty Galaxy)؛ یا مسیه ۶۴, M64، یا NGC 4826 یا چشم گربه یا کهکشان چشم شور(به انگلیسی: Evil Eye Galaxy)) یک کهکشان مارپیچی در صورت فلکی گیسو است. که توسط ادوارد پیگوت و در مارس ۱۷۷۹ کشف شد.